# Alve
Alve är ett fornnordiskt mansnamn, med samma betydelse som namnet Alf.
Den 31 december 2021 fanns det 1 906 personer i Sverige med namnet Alve, varav 1 623 hade det som tilltalsnamn. 
2014 fick 109 pojkar namnet som tilltalsnamn.
Namnsdag kunde mellan 1986 och 1993 firas den 18 september, men saknas numera.

## Personer med namnet Alve
- Alve Nordenhielm, svensk målare

## Fiktiva karaktärer med namnet Alve
I TV-serien På kurs med Kurt hette skurken Alve.